# Chop Socky Chooks: Kung Fu Kurczaki
Chop Socky Chooks: Kung Fu Kurczaki (ang. Chop Socky Chooks) brytyjsko–kanadyjski serial animowany. Serial wykonany jest w technice przestrzennej 3D.
Premierowy odcinek serialu został wyemitowany w Polsce na kanale Cartoon Network 6 września 2008 roku.

## Opis fabuły
Akcja serialu toczy się w przyszłości. Serial opowiada o trójce przyjaciół znanych w mieście za Chop Socky Chooks. Są to kurczaki używające sztuk walki Kung Fu. Bronią miasta przed Doktorem Wasabi, lecz na co dzień są zwykłymi obywatelami Świata Wasabi. W tym świecie Chop Socky Chooks mają wielką popularność, ale nikt nie wie, że tak naprawdę są oni normalnymi kurczakami. Każdy z Chop Socky Chooks ma swoje imię na zwykłe życie i drugie gdy walczą ze złem.

## Postacie

### Chop Socky Chooks
- Chuckie Chan / Sensei Chan – jeden z zespołu. Nosi białą szatę. Ma małe, czarne wąsy, a na głowie koguci „grzebień” tego samego koloru. Ma jasnobrązowe pióra. W zwykłym życiu pracuje w Dojo, prowadzi tam zajęcia sztuk walki.
- KO Joe / JJ – nosi niebieski strój, a także medalion. Włosy ma ułożone w tzw. styl afro. Są one koloru czarnego, podobnie jak mała broda, którą także KO Joe posiada. Potrafi jeździć na deskorolce. JJ jest także najbardziej odważnym członkiem Chop Socky Chooks. To on najczęściej pakuje swoich przyjaciół w kłopoty. W życiu codziennym prowadzi swój własny sklep. Często używa sformułowania „Słodki Jezu”. W intro zaczynającym odcinek widać przez chwilę, że Joe posiada tatuaż. Jest nim czarny smok pod białą chmurą. Niestety tatuaż widoczny jest tylko w intro.
- Chick P / Sikorka Pao – nosi czerwony strój z czarnymi spodniami. Ma czarne włosy z warkoczem. Ma białe upierzenie. Chick P w zwykłym życiu jest inżynierem.

### Złoczyńcy
- Doktor Wasabi – zła ryba. Pracują dla niego:
  - Bubba – jest silny i wielki, lecz nie jest zbyt inteligentny. Postępuje zgodnie z rozkazami Doktora Wasabi, nie przemyśliwując swoich decyzji. Nie potrafi czytać i pisać. Na dodatek Bubba nie potrafi żyć bez pracy u boku Wasabi'ego
  - Małpy Ninja – Podstępne małpy ubrane w identyczne, czarne kostiumy wyskakują niespodziewanie z różnych zakamarków, realizując demoniczne plany swojego pana. Trudno przewidzieć ich liczbę, a styl walki tych małp jest niezwykle chaotyczny, przez co Ninja Chimps są wrogami, są to małpy, które używają sztuk walki, szpiegostwa (ninja).
  - Chop Socky Mechy – tak nazywane były roboty, które wyglądały jak drużyna Chop Socky Chooks przez KO Joego, Chick P i Chuckie Chana. Stworzył je dla Doktora Wasabi, Profesor Shirican.
  - Karmagotchi – zabawki, które słabo walczą, lecz kiedy kogoś uścisną zabierają szczęście/dobrą Karmę. Występują w odcinku „Wybór jego mistrza”
  - Bushido bobasy – bobasy, które słuchają Doktora Wasabi przez mleko i są bardzo silne. Wśród nich jest również dziecko którym opiekował się Ko Joe.
  - Zmutowana Papuga – zwierzę zmutowane przez Doktora Wasabi, miało straszyć jaskiniowców i atakować, gdy nie są posłuszni. Potem jednak papuga atakuje Doktora Wasabi.
  - Karmagatchas
  - Jurajski Rekin – robot przypominający pół-rekina, pół-dinozaura. Posiada tytanowe szczypce, protonowy paralizator oraz działo plazmowe. Pojawia się w odcinku „Koniec gry Chooksi!”.
  - Karaoke zombie – mieszkańcy świata wasabi, jednak zahipnotyzowani przez muzykę. Wasabi sterował nimi przez mikrofon.
- Kobi / Kobura – dawnej uczeń tego samego klasztoru co Chuckie Chan. Podczas wykonywania zadań, które zlecił im ich mistrz Kobiego ukąsiły jadowite węże. Po tym zmienił się on w węża i pragnął zemsty na Chuckim.
- Omnioni – wszechpotężny demon. Miał wielką moc i zwiastował zło. Dawniej był czarną wielką postacią, mającą tylko biało-czerwoną maskę. Później zamknięty stał się tylko duchem, więc musi przybierać postać innej istoty żywej, wdzierając się do jej organizmu i przejmując nad nią kontrolę.
- Oni / Jaskra – dawniej była przyjaciółką Chick P. Jej jedno oko potrafiło hipnotyzować. Później chcąc przejąć Świat Wasabi stała się wrogiem Chop Socky Chooks i Doktora Wasabi.
- Tłuszczilla – powstała z odessanego tłuszczu klientów „Wasabi Burger” i mózgu Doktora Wasabi. Występuje w odcinku „A może oponkę do tego?”
- Pan Kwakacz – najgorszy koszmar Chuckiego Chana. Pojawia się w odcinku „W Twoich snach”.
- Gigantyczna Żelkowa Maszyna – najgorszy koszmar KO Joego. Występuje w odcinku „W Twoich snach”.
- Włochaci bracia sumo – na początku pracowali dla Dr. Wasabi zamiast Bubby, jednak potem żądali od mieszkańców miliona dolarów i podłączyli bombę do Doktora Wasabi. Pokonał ich Bubba. Ponownie pojawiają się w odcinkach „Chookowie hazardu” i „Wejście kurczaków”.
- Potwór z księżyca – straszna chodząca skała, która atakowała mieszkańców Świata Wasabi na księżycu.
- AS – jest to Bubba mający na mózgu chip (czyt. czip) telewizyjny, dzięki czemu stał się mądry i razem z małpami ninja uwięził wszystkich mieszkańców (również Doktora Wasabi). Później okazuje się, że jeżeli użyje się pilota AS będzie inaczej się zachowywał.

### Pozostali
- Profesor Shirican – w odcinku „Podwójne kłopoty” stworzył dla Doktora Wasabi mechaniczne Chop Socky Chooksy. Był nauczycielem Chick P.
- Syrena śpiew – w odcinku „Przemów teraz lub na zawsze wstrzymaj oddech” chciała wziąć ślub z Doktorem Wasabi, ponieważ był bogaty.
- Mieszkańcy Świata Wasabi
- The Cabbage Lady
- Bantam – idol KO Joe. Chciał się zemścić na doktorze Wasabi. Pojawił się w odcinku „Znak Bantama”. Możliwe, że jest ojcem KO Joe.
- Mistrz Chuckiego – był mistrzem i nauczycielem z zakonu, w którym Chuckie i Kobi się szkolili aby zostać wojownikami kung-fu. Zlecił on im trzy zadania do wykonania, które musieli zrobić.
- Studenci Chuckiego
- Żelazowi mnisi – w odcinkach „Wejście kurczaków” i „Choockowie hazard” są nastawieni wrogo do Chooksów a w odcinku „Złączyć jeden pośladek z drugim” pomagają im pokonać Doktora Wasabi. Zamiast pośladków mają stal.
- Matka przełożona – jedyna osoba której boją się żelazowi mnisi, pomimo że jest dla nich ważna. Razem z Chuckiem złączyła złoty pośladek z drugim.
- Smok
- Jaskiniowcy – myśleli, że Chick P jest bogiem. Pojawiają się w odcinku „Poziom zapomniany przez czas”.

## Obsada
- Rupert Degas – Bubba
- Chris Hardwick – Małpy Ninja
- Paterson Joseph – K.O. Joe
- Paul Kaye – Doktor Wasabi
- Shelley Longworth – Chick P.
- Rob Rackstraw – Chuckie Chan

## Odcinki
- Serial składa się z 26 odcinków.
- Serial po raz pierwszy pojawił się w Polsce na kanale Cartoon Network:
  - I seria (odcinki 1-14) – 6 września 2008 roku,
  - I seria (odcinki 15-26) – 5 stycznia 2009 roku.

### Spis odcinków
| Premiera odcinka | Nr | Polski tytuł                                 | Angielski tytuł                       |
| ---------------- | -- | -------------------------------------------- | ------------------------------------- |
|                  |    |                                              |                                       |
| SERIA PIERWSZA   |    |                                              |                                       |
|                  |    |                                              |                                       |
| 14.09.2008       | 01 | Kobura atakuje                               | Kobura Strikes                        |
|                  |    |                                              |                                       |
| 06.09.2008       | 02 | Albo koloseum, albo nic                      | Now You Coliseum, Now You Don’t       |
|                  |    |                                              |                                       |
| 07.09.2008       | 03 | W Twoich snach                               | In Your Dreams                        |
|                  |    |                                              |                                       |
| 05.10.2008       | 04 | Wielki zły Bubba                             | Big Bad Bubba                         |
|                  |    |                                              |                                       |
| 13.09.2008       | 05 | Koniec gry Chooksi!                          | Game Over Chooks!                     |
|                  |    |                                              |                                       |
| 20.09.2008       | 06 | Podwójne kłopoty                             | Double Trouble                        |
|                  |    |                                              |                                       |
| 05.01.2009       | 07 | Poziom zapomniany przez czas                 | The Level That Time Forgot            |
|                  |    |                                              |                                       |
| 06.01.2009       | 08 | Karaoke Zombie                               | Karaoke Zombies                       |
|                  |    |                                              |                                       |
| 21.09.2008       | 09 | A może oponkę do tego?                       | Do You Want Thighs With That?         |
|                  |    |                                              |                                       |
| 07.01.2009       | 10 | Bushido Bobas                                | Bushido Babies                        |
|                  |    |                                              |                                       |
| 27.09.2008       | 11 | Przemów teraz lub na zawsze wstrzymaj oddech | Speak Now or Forever Hold Your Breath |
|                  |    |                                              |                                       |
| 28.09.2008       | 12 | Dorsz Chrzestny                              | The Codfather                         |
|                  |    |                                              |                                       |
| 04.10.2008       | 13 | Znak Bantama                                 | The Mark of the Bantam                |
|                  |    |                                              |                                       |
| 11.10.2008       | 14 | Zabójcze spojrzenie                          | If Looks Could Kill                   |
|                  |    |                                              |                                       |
| 08.01.2009       | 15 | Oddaj drugi pośladek                         | Return the Other Cheek                |
|                  |    |                                              |                                       |
| 09.01.2009       | 16 | Planeta Bubby                                | Planet of the Bubba                   |
|                  |    |                                              |                                       |
| 11.03.2009       | 17 | Wybór jego mistrza                           | His Master’s Choice                   |
|                  |    |                                              |                                       |
| 12.10.2008       | 18 | Żmija w klasie                               | Snake in the Class                    |
|                  |    |                                              |                                       |
| 12.01.2009       | 19 | Klapollo 13                                  | Appalling 13                          |
|                  |    |                                              |                                       |
| 13.01.2009       | 20 | Chookowie hazardu                            | Chooks of Hazard                      |
|                  |    |                                              |                                       |
| 14.01.2009       | 21 | Wejście kurczaków                            | Enter the Chickens                    |
|                  |    |                                              |                                       |
| 15.01.2009       | 22 | Rojące powitanie                             | Swarm Welcome                         |
|                  |    |                                              |                                       |
| 19.01.2009       | 23 | Do zobaczenia na wyspie                      | Isle Be Seeing You                    |
|                  |    |                                              |                                       |
| 21.01.2009       | 24 | Najgorszy show świata                        | The Lamest Show on Earth              |
|                  |    |                                              |                                       |
| 20.01.2009       | 25 | Chop Socky ups                               | Chop Socky Whoops                     |
|                  |    |                                              |                                       |
| 16.01.2009       | 26 | Do zobaczenia na wyspie                      | Down the Drain                        |
|                  |    |                                              |                                       |